# Alsophis rijgersmaei
Alsophis rijgersmaei (ангільський полоз) — вид змій родини полозових (Colubridae). Мешкає на Карибах. Вид названий на честь нідерландського натураліста Гендріка ван Рейгерсми.

## Поширення і екологія
Ангільські полози мешкають на Ангільї та на сусідньому острові Скреб, на Сен-Бартелемі та на сусідньому острові Ла-Тортю, раніше також на острові Сен-Мартен в групі Малих Антильських островів. Вони живуть в сухих і мезофільних тропічних лісах і чагарниках. Живляться ящірками і жабами.

## Збереження
МСОП класифікує цей вид як такий, що перебуває під загрозою зникнення. Alsophis rijgersmaei загрожує знищення природного середовища та хижацтво з боку інтродукованих мангустів і кішок.